# Coelichneumon nigratus
Coelichneumon nigratus là một loài tò vò trong họ Ichneumonidae.